# Ormody Vilmos
Ormódi Ormody Vilmos, 1862-ig Berger (Miskolc, 1838. december 8. – Budapest, 1932. december 6.) biztosítótársasági vezérigazgató, közgazdasági író, Ormodi Bertalan költő, újságíró öccse, Tartsay Vilmos nagyapja.

## Élete
Berger József (1797–1854) és Spitzer Borbála (1805–1862) tizenkét gyermeke közül a hatodikként született zsidó családban. Tizennégy évesen fejezte be középiskolai tanulmányait. 1857-ben az Első Magyar Általános Biztosító Társaság alkalmazásába lépett, amelynek 1881-ben igazgatójává választották. 1868-ban kulcsszerepet játszott a vasúti államkölcsön megszerzésében. 1889-ben tagja lett az igazgatótanácsnak. 1897 decemberében ünnepelte az Első Magyar Általános Biztosító Társaságnál töltött pályának negyvenéves évfordulóját és ez alkalomból a cég tisztviselőitől kapott egy alapítványi alapítólevelet, amely az ö nevét viselte. Az Ormody Vilmos Alapítványt 20 000 korona tőkével létesítették, s a célja az volt, hogy az évente befolyó kamatokból segítse a beteg társasági tisztviselők fürdőkúráját. 1898. március 14-én a Társaság vezérigazgatójává választották. Nevéhez fűződik a Nemzeti Balesetbiztosító Társaság létrehozása, amelynek elnöke is volt, illetve az Erzsébet Szanatórium és a Budapesti Poliklinika Egyesület megalapítása. 1895-ben a Budapesti Zenekedvelők Egyesületének elnöke lett. 1897 decemberében a biztosítási ügy terén szerzett érdemei elismeréséül ő és törvényes utódai ormódi előnévvel magyar nemességet kaptak. Az 1903-ban elhunyt felesége emlékére a Magyar Tudományos Akadémián irodalmi alapítványt hozott létre, amelynek célja, hogy „a tiszta női eszménynek hódoló szépirodalmi művek” jutalomban részesülhessenek, továbbá egy 50 000 koronás alapítványt is létrehozott, hogy a Biztosító Társaság hivatalnokainak lányait anyagilag támogassák férjhez menetelükkor. 1906-ban a főrendiház élethossziglan tagjává választották. Két évvel később a Magyar-Francia Biztosító Rt. az igazgatóságának elnökévé választotta. Ugyanezen év júniusában az uralkodó a Ferenc József-rend nagykeresztjével tüntette ki. Alapítótagja volt a Kisfaludy Társaságnak. 1922-ben visszavonult a Biztosító Társaság éléről, de a közgyűlés megválasztotta a választmányi elnök tisztségére, amely tisztséget a haláláig viselte.
Kilencvenhárom éves korában a Vigadó téri lakásán hunyt el.
A Kozma utcai izraelita temetőben nyugszik.

## Családja
- Felesége Eisenberger Amália (1849–1903)[8][9] volt, Eisenberger Mór lánya, akit 1868. június 2-án Pesten vett nőül.[10]
- Gyermeke Ormody Róza (1876–1956).[11] Első férje Tarcsay Pál (1873–1909), a budapesti Központi Kereskedelmi és Iparbank igazgatója. Második házastársa Hegyi Emánuel (Manó) (1877–1944) zeneakadémiai tanár.

### Unokái
- Tarcsay János (1898–?)
- Tarcsay Pál (1899–?) építész, műszaki tisztviselő. Felesége Mihály Magdolna (1940-ig).
- Tarcsay Vilmos (1901–1944) huszárfőhadnagy, vezérkari százados. Felesége Holly Erzsébet (1904–1998).
- Tarcsay József (1904–1904)

## Művei
- Emlékirat a biztosítási reform tárgyában (Budapest, 1900)

## Díjai, elismerései
- Főrendiházi tag (1906)
- a Ferenc József-rend nagykeresztje (1908)
- az Olasz Korona-Rend parancsnoka
- a Román Csillagrend lovagja